# Melanophryniscus biancae
Melanophryniscus biancae es una especie de anfibio anuro de la familia Bufonidae.

## Distribución geográfica
Esta especie es endémica del estado de Santa Catarina en Brasil. Se encuentra en Garuva y Campo Alegre entre los 1310 y 1465 m sobre el nivel del mar en la Serra do Quiriri.

## Descripción
Los machos miden de 13 a 13 mm.

## Etimología
Esta especie lleva el nombre en honor a Bianca Luiza Reinert.

## Publicación original
- Bornschein, Firkowski, Baldo, Ribeiro, Belmonte-Lopes, Corrêa, Morato & Pie, 2015: Three new species of phytotelm-breeding Melanophryniscus from the Atlantic rainforest of southern Brazil (Anura: Bufonidae). PLOS ONE, vol. 10, n.º 12, e0142791, p. 1–35.[4]